# Danny Mullen
Daniel „Danny“ Mullen (* 1. März 1995) ist ein schottischer Fußballspieler, der bei Partick Thistle unter Vertrag steht.

## Karriere
Danny Mullen kam im Jahr 2012 innerhalb der Jugendmannschaft des FC Aberdeen zum FC Livingston. Nach einem halben Jahr in der U-20 von „Livi“ ging es für ihn in die Erste Mannschaft. Am 18. August 2012 gab er für den damaligen Zweitligisten gegen Airdrie United sein Debüt als Profi im Alter von 17 Jahren. Sein erstes Tor erzielte der Stürmer am 8. Dezember 2012 bei einem 2:1-Sieg über Dunfermline Athletic. 2015 gewann er mit Livingston den Challenge Cup im Finale gegen Alloa Athletic. Am Ende der Saison 2015/16 stieg Mullen mit dem Verein in die dritte Liga ab. Zu diesem Zeitpunkt war er bereits ein fester Bestandteil der Mannschaft. Bereits ein Jahr später gelang als Meister der League One der direkte Wiederaufstieg. In der Zweitligasaison 2017/18 war er zunächst weiterhin für Livingston aktiv, wurde von Dezember 2017 bis Januar 2018 allerdings an den Ligakonkurrenten FC St. Mirren verliehen. Dieser verpflichtete ihn nach Abschluss der Leihe fest. Mullen hatte bis dahin für Livingston 141 Ligaspiele absolviert und dabei 33 Tore erzielt. Mit den Saints errang er die Meisterschaft in der 2. Liga. Sein ehemaliger Verein aus Livingston schaffte durch die Play-offs ebenso den Aufstieg in die Premiership.